# متجول (استكشاف الفضاء)

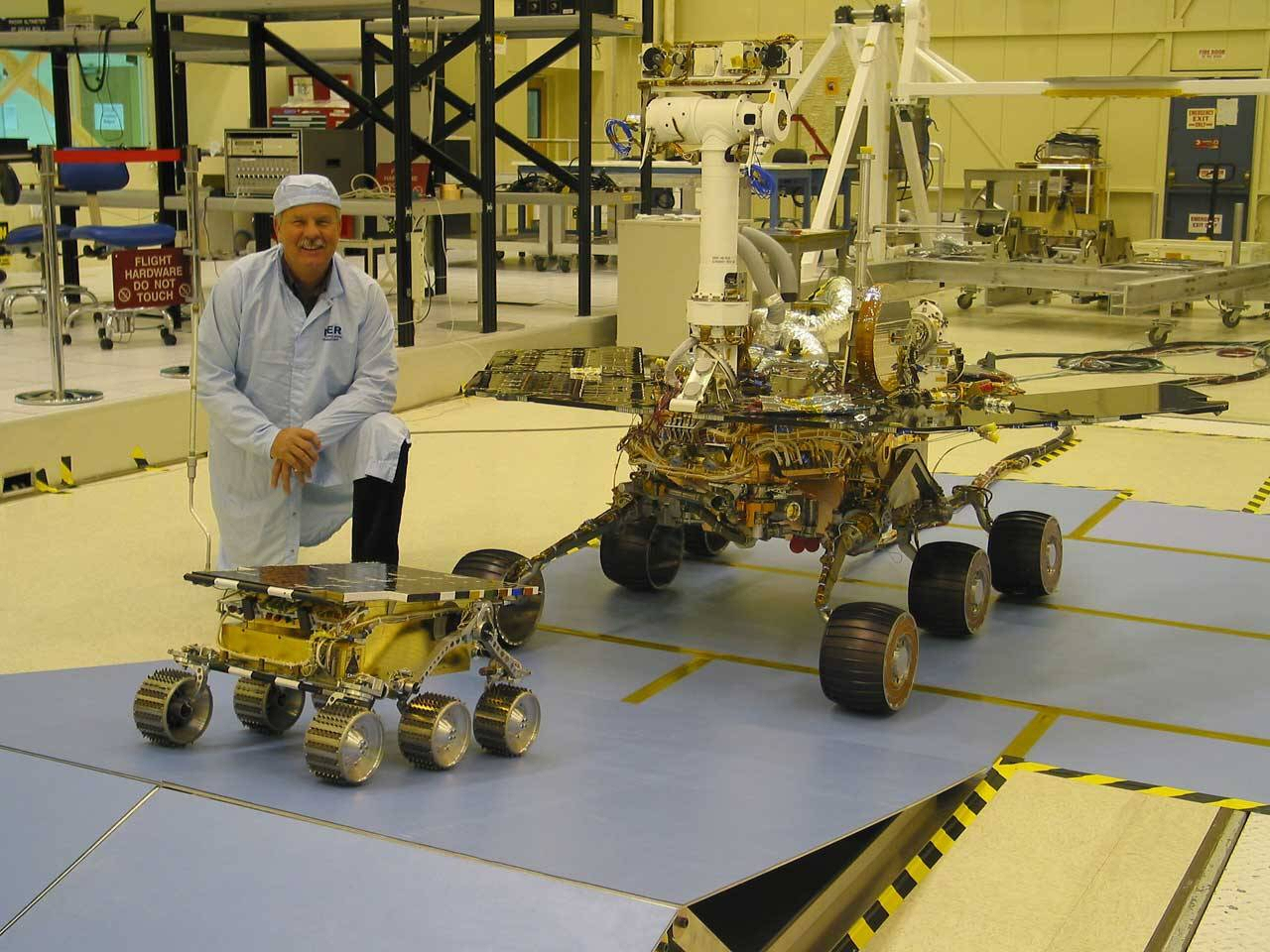
تصميمان مختلفان لعربتي الفضاء.

المتجول أو الروفر (بالإنجليزية: rover)‏ أو أحيانًا المتجول الكوكبي أو الروفر الكوكبي (بالإنجليزية: planetary rover)‏ هو عربة استكشاف فضائية مصممة للتحرك عبر سطح الكواكب أو الأجسام الفضائية. تصمم بعض العربات لنقل والتحرك بالبشر في الرحلات الفضائية الحاملة للبشر، وبعضها الآخر مصممة للتحرك عن طريق التحكم عن بعد. من الممكن أن تحط على سطح الكوكب إما عن طريق مركبة فضائية أو عن طريق مركبة هبوط فضائية

## المميزات
العربات الفضائية بسبب وصولها إلى الفضاء وتعرضها لظروف مختلفة كليا عن تلك الظروف الموجودة على الأرض مما يتتطلب بعض الاحتياجات الخاصة لها.

### الموثوقية

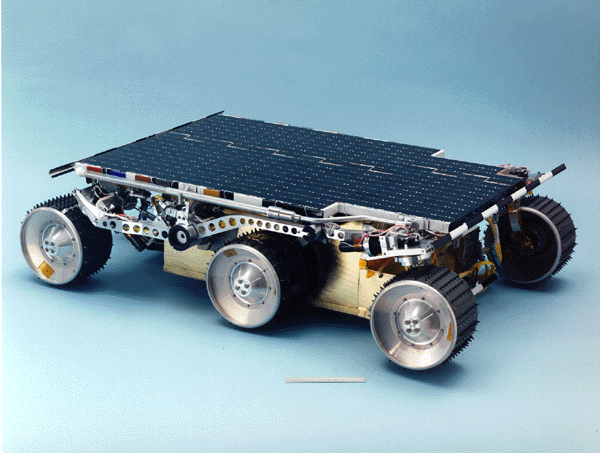
العربة الفضائية لكوكب المريخ

يجب على العربة الفضائية أن تتحمل ظروفا غير عادية فوق سطح الكوكب المرسلة إليه. فهي مصصمة لتحمل درجات حرارة عالية وربما منخفضة جدا، وتحمل تغير تسارع العربة في تضاريس مختلفة من رمال وحصى ومرتفعات ومنخفضات. إضافة إلى الضغط أو خلو جو الكوكب من هواء أو غاز وتحمل الغبار والتآكل والأشعة الكونية لكي لا تفسد أجهزتها. لها اشتراطات تـُدرس جيدا في تصميم جهاز حركتها وعجلاتها بحيث تحافظ دائما على قدرتها على الحركة، دون أن تنحبس في مكان يصعب الخروج منه أو تنقلب . نظرا للتحكم عن بعد بها من الأرض فيجب على تلك المسبارات التي تقوم بتحليل عينات من تربة وصخور الكوكب أن تكون لها القدرة أن تحافظ على ظروف العمل ضمن هذه الظروف بدون إجراءات في الصيانية لفترة طويلة.

### المرونة
يجب أن تملك العربة الفضائية القدرة على الطي ليتم وضعها ضمن المركبة الفضائية إضافة إلى القدرة على التخلص من الأجهزة المرتبطة بين العربة والمركبة الفضائية وأن تكمل عملها بدون أي أضرار عند حدوث هذا الانفصال.

### الأتمتتة
لا يمكن التحكم بالعربات الفضائية على سطح الكواكب كما هي الحال على سطح الأرض بسبب الوقت اللازم لانتقال الإشارة من الأرض إلى سطح الكوكب لذلك تكون العربة مؤتمتتة مع مساعدة قليلة من المحطات الأرضية من أجل نظام الملاحة وجمع البيانات كما أن العامل البشري يتدخل في طريقة الهبوط وتوجيه الألواح اللاقطة للأشعة الشمسية مصدر الطاقة لهذه العربات.

## أشهر المتجولات الفضائية

### لونوخود – 1
لونوخود – 1 وهي أول عربة فضائية سوفيتية الصنع مؤتمتة بشكل كامل، أنزلت على سطح القمر سنة 1970.

### العربة القمرية

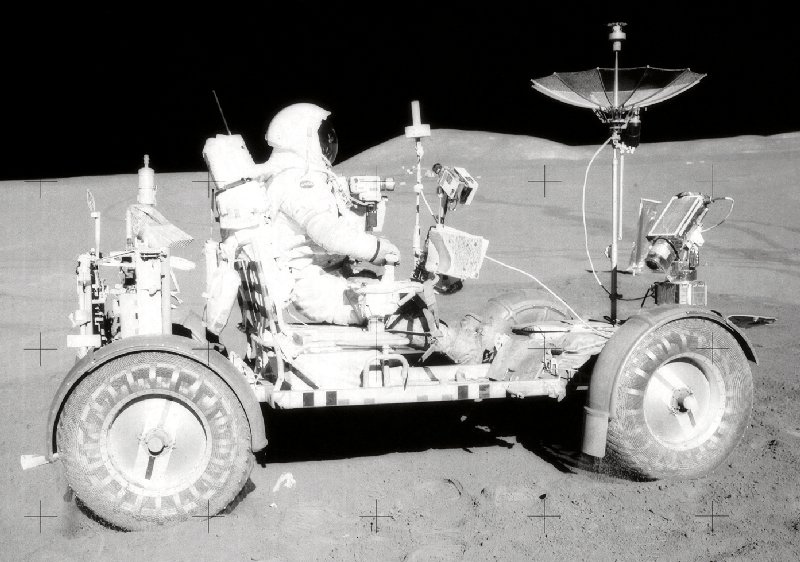
العربة الفضائية لونا روفر وعليها رائد الفضاء سكوت على القمر.

كانت العربة القمرية (بالإنجليزية: (Lunar Roving Vehicle (LRV) عربة فضائية كهربائية كبيرة صنعت في الولايات المتحدة الأمريكية بغرض الاستخدام وانتقال رواد الفضاء على سطح القمر. وقد استخدمت خلال رحلات أبولو 15، أبولو 16 وأبولو 17 مع بعض التغييرا، واستطاع رواد الفضاء بواسطة تلك العربات زيادة مسافات تجولاتهم الاستكشافية على سطح القمر إلى نحو 92 كيلومتر. وكانت تقوم بالتصوير وحمل أجهزتهم العلمية وكذلك حمل عينات تربة القمر والصخور التي كانوا يجمعونها.
وبالإضافة إلى ذلك كانت مزودة بهوائي لاسلكي يستطيع الاتصال بالأرض عن طريق وحدة الخدمة التي كانت تدور في مدار حول القمر.

### لونوخود – 2

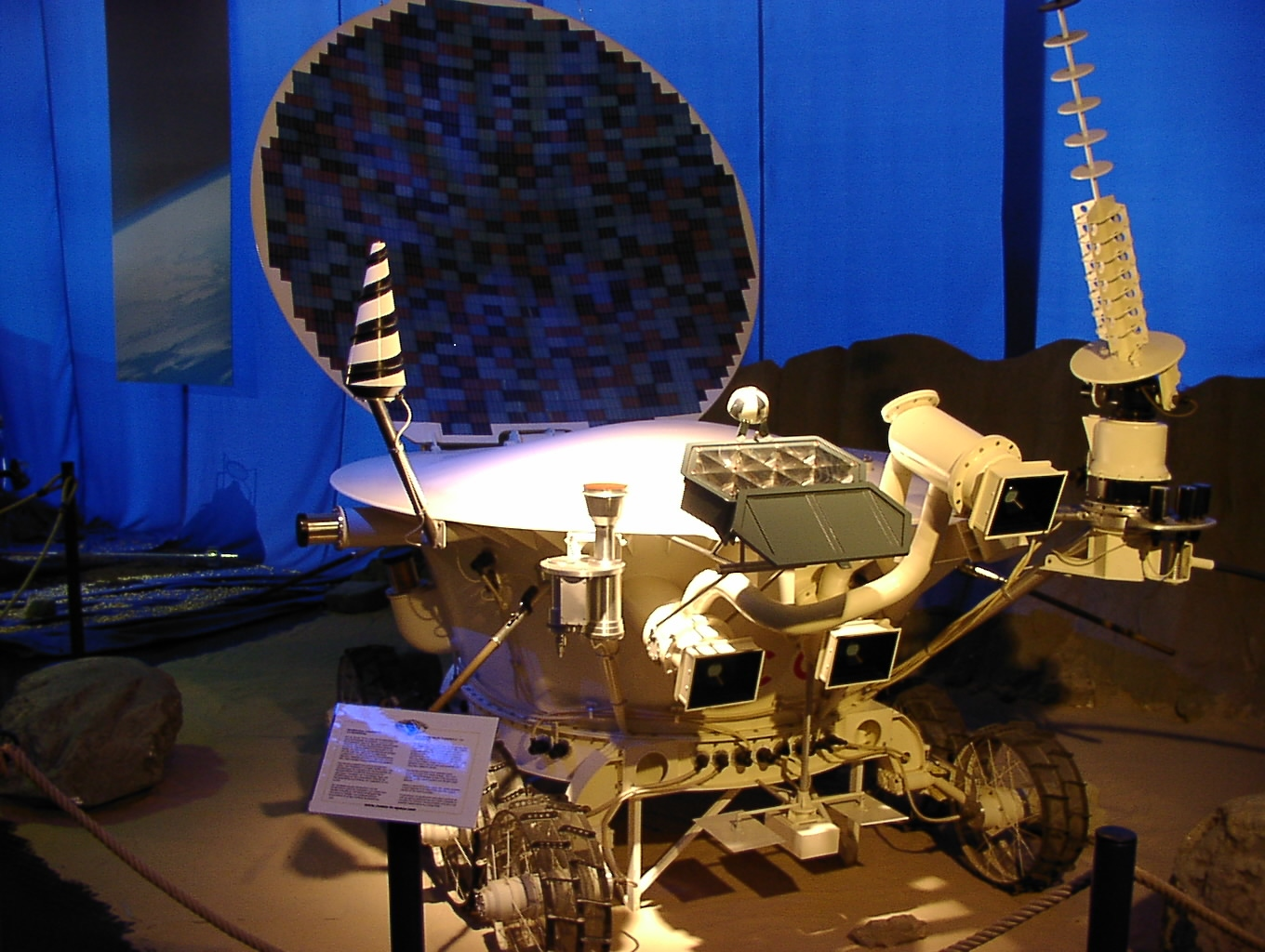
العربة القمرية لونوخود 2

لونوخود – 2 هي ثاني عربة قمرية من قبل الاتحاد السوفيتي وكانت جزء من برنامج لونوخود. بدأت عملها على سطح القمر في 16 كانون الثاني 1973.
كانت ثاني روبوت متنقل بالتحكم عن بعد يرسل إلى جرم فضائي. أطلق لونوخود 2 عن طريق المركبة الفضائية لونا 21 في 8 كانون الثاني 1973 ودخلت المركبة مدار القمر في 12 كانون الثاني، وهبطت المركبة على سطح القمر في 15 كانون الثاني ليبدأ لونوخود بالانحدار من المركبة في الساعة 01:14 حسب التوقيت العالمي ليعمل مدة 4 أشهر ويغطي 37 كم وأرسل 86 صورة بانورامية وأكثر من 8000 صورة تلفزيون. كما قام بدراسة التربة القمرية.